# Tredje tygkompaniet
Tredje tygkompaniet (Tyg 3), var ett tygmaterielförband inom svenska armén som verkade i olika former åren 1947–1949. Förbandsledningen var förlagd i Hässleholms garnison i Hässleholm.

## Historia
Tredje tygkompaniet bildades den 1 juli 1947 genom försvarsbeslutet 1942. Ett embryo till kompaniet bildades dock redan 1943, då som en förberedande organisation vid Första tygkompaniet (Tyg 1).
Bakgrunden till bildandet av kompaniet var den stora modernisering och motorisering som pågick inom armén. Kompaniet var ett fristående självständigt förband, och stod under Inspektören för underhållstruppernas befäl.
Genom försvarsbeslutet 1948 upplöstes både intendenturtrupperna och tygtrupperna som truppslag, och verksamheten uppgick i trängtrupperna. Tredje tygkompaniet upplöstes den 1 januari 1949, och kompaniet uppgick i Skånska trängregementet (T 4).

## Verksamhet
Tjänsten omfattade dels ammunitionstjänst med uppgiften att lagra och tillhandahålla ammunition, dels tygmaterieltjänst som svarade för reparationstjänst och ersättning av tygmateriel. Tredje tygkompaniet utbildade såväl befäl som värnpliktiga vapen-, pjäs-, och bilmekaniker, samt satte upp ammunitions- och reparationsförband.

## Förläggningar och övningsplatser
Inför att Tredje tygkompaniet skulle bildades förlades den 1 september 1943 en förberedande enhet till Hornsgatan 58. Den 10 oktober 1947 förlades hela kompaniet till Finjagatan 14, och samlokaliserades med Skånska trängregementet (T 4) inom Hässleholms garnison.

## Heraldik och traditioner
Tredje tygkompaniet blev aldrig tilldelade någon egen fana eller standar. Utan bar en svensk tretungad fana med kravatt. Kompaniets fana och traditioner övertogs av Skånska trängregementet (T 4).

## Förbandschefer
Kompanichefer vid Tredje tygkompaniet åren 1947–1949.
- 1947–1949: ???

## Namn, beteckning och förläggningsort
| Tredje tygkompaniet | 1947-10-01 | – | 1949-01-01 |

| Tyg 3 | 1947-10-01 | – | 1949-01-01 |

| Stockholms garnison (Ö)  | 1943       | – | 1949-09-30 |
| Hässleholms garnison (Ö) | 1947-10-01 | – | 1949-01-01 |